# Callogobius maculipinnis
Callogobius maculipinnis är en fiskart som först beskrevs av Fowler, 1918.  Callogobius maculipinnis ingår i släktet Callogobius och familjen smörbultsfiskar. Inga underarter finns listade.